# نيكو راك
نيكو راك هو لاعب كرة قدم كرواتي، ولد في 26 يوليو 2003 في شيبينيك في كرواتيا.

## وصلات خارجية
- نيكو راك على موقع اتحاد تركيا (لاعب) (الإنجليزية)
- نيكو راك على موقع قاعدة بيانات كرة القدم.إي يو (الإنجليزية)
- نيكو راك على موقع Soccerway.com (الإنجليزية)
- نيكو راك على موقع عالم كرة القدم.نت (الإنجليزية)